# Sloop Point
Sloop Point es un área no incorporada ubicada del condado de Pender en el estado estadounidense de Carolina del Norte. Fue incorporado el 1 de julio de 1996 y, posteriormente, desincorporado el 22 de julio de 1998, lo que lo convierte en uno de los municipios de más corta duración en la historia del estado, que duró poco más de dos años.